# 拉薩涅
拉薩涅（法語：La Sagne，法語發音：[la saɲ]）是瑞士納沙泰爾州的一个市镇，位於該國西部，面積25.55平方公里，海拔高度1,039米，截至2018年12月31日总人口为1,016人。